# Lionel Martin (Saxophonist)
Lionel Martin (* 1974) ist ein französischer Jazzmusiker (Saxophone).

## Leben und Wirken
Martin begann im Alter von sieben Jahren mit klassischem Musikunterricht auf dem Saxophon; mit zwölf Jahren entdeckte er den Jazz und begann sich der Improvisation zu widmen. Bereits mit 14 Jahren trat er als Straßenmusiker auf. Seit dem Jahr 1997 ist er als professioneller Musiker tätig. Ab dem Jahr 2000 arbeitete er mit seinem Trio; er entwickelte von 2002 bis 2007 als Teil des IMUZZIC-Netzwerks zahlreiche interdisziplinäre Projekte mit Tänzern, Schauspielern und bildenden Künstlern. Dann begann die Zusammenarbeit mit Sophia Domancich und das Projekt UKanDanZ mit äthiopischen Musikern, mit denen er auch in Nordamerika und beim Berliner Jazzdor-Festival auftrat. Er gründete das Trio Résistances (mit Bruno Tocanne und Benoît Keller), das die Tonträger Etats d’urgence, Résistances und Global Songs vorlegte, und ein kollaboratives Trio mit Bruno Tocanne und Rémi Gaudillat (New Dreams Now !, 2007). Mit dem Projekt Octobre widmete er sich der Spielhaltung des Liberation Music Orchestra. Weiterhin kam es zu Kooperationen mit der Klarinettistin Catherine Delaunay, mit Ramón López und mit George Garzone. Im Duo mit Mario Stantchev spürt er der Musik von Louis Moreau Gottschalk nach. In der Palm Unit erinnert er an die Musik von Jef Gilson. Mit dem Akkordeonisten Jean-François Baëz legte er 2012 ein gemeinsames Album vor.
Zudem trat er mit Musikern wie Denis Badault, Serge Lazarevitch, François Thuillier, Vincent Courtois, Laurent Dehors, Jacques Di Donato, Laurent Cugny, Bobby Rangell, François Merville, Hasse Poulsen, Olivier Sens und Benoît Delbecq auf.
Martin erhielt 1997 den 1. Preis beim internationalen Wettbewerb des Getxo Jazz Festivals mit der Formation Free Sons Sextet.